# Elezioni presidenziali a Capo Verde del 2001
Le elezioni presidenziali a Capo Verde del 2001 si tennero l'11 febbraio (primo turno) e il 25 febbraio (secondo turno).

## Risultati
| Candidati            | Partiti                                          | I turno | I turno | II turno | II turno |
| Candidati            | Partiti                                          | Voti    | %       | Voti     | %        |
| -------------------- | ------------------------------------------------ | ------- | ------- | -------- | -------- |
| Pedro Pires          | Partito Africano dell'Indipendenza di Capo Verde | 61 646  | 46,53   | 75 828   | 50,01    |
| Carlos Veiga         | Movimento per la Democrazia                      | 60 719  | 45,83   | 75 811   | 49,99    |
| Jorge Carlos Fonseca | Alleanza Democratica per il Cambiamento          | 5 142   | 3,88    |          |          |
| David Hopffer Almada | Indipendente                                     | 4 989   | 3,77    |          |          |
| Totale               | Totale                                           | 132 496 | 100     | 151 639  | 100      |